# Герб города Хаммерфест
Герб Хаммерфест (норв. Hammerfest) — опознавательно-правовой знак города и коммуны на севере Норвегии, в фюльке Финнмарк, самого северного города Европы, составленный и употребляемый в соответствии с геральдическими (гербоведческими) правилами, являющийся официальным символом города и муниципального образования и символизирующий его достоинство и административное значение.
Муниципальный герб Хаммерфест был одобрен королевским указом в 1938 году и принят 25 марта 1939 года. Автором был местный учитель Оле Валле.
Хаммерфест получил статус города в 1789 году, но герба в то время не имел. В 1936 году вопрос о создании геральдического символа города был рассмотрен в муниципальный совете.

## Описание герба
Герб представляет собой белого полярного медведя, на красном фоне, повернутого в левую сторону, защищающего город.
Герб венчает золотая корона, в виде городских крепостных стен с тремя башнями.
Белый медведь не является коренным представителем фауны континентальной Норвегии, но символизирует статус города как важного порта в полярной области Норвежского моря.
Герб несколько раз незначительно видоизменялся, в последний раз в 2001 году художником Арвидом Свееном.